# 科利斯尼基 (涅任區)
51°4′58″N 31°43′11″E / 51.08278°N 31.71972°E
科利斯尼基（烏克蘭語：Колісники），是烏克蘭北部的村莊，隸屬切爾尼希夫州的尼任區。該村始建於1600年，面積1.76平方公里，海拔高度122米，2001年人口530，人口密度每平方公里300.6人。